# منطقه کلان‌شهری الیزابت‌تاون
منطقه کلان‌شهری الیزابت‌تاون (به انگلیسی: Elizabethtown metropolitan area) یک منطقه کلان‌شهری در ایالات متحده آمریکا است. منطقه کلان‌شهری الیزابت‌تاون ۳۵٬۰۰۰ نفر جمعیت دارد.